# Покатигорошек (мультфильм, 1970)
«Покатигорошек» (укр. Котигорошко) — советский мультипликационный фильм по мотивам одноимённой сказки.
Мультфильм снят на студии «Киевнаучфильм» Творческим объединением художественной мультипликации. Был озвучен на русском и украинском языках.

## Сюжет
Дети старика и старухи: дочка и три сына — пошли в поле убирать хлеб. Вдруг налетел страшный Змей, который унёс их неизвестно куда. Остался у деда с бабкой только платочек дочки — пролив над ним слёзы, из земли вырос стебель гороха. Из горохового стручка вывалилась одна горошина, которая превратилась в мальчика, названного Покатигорошек. Узнав о беде стариков и сказав, что «на любую гадину найдётся рогатина», пошёл мальчишечка вызволять своих родных.
Кузнец выковал Покатигорошку булаву, с ней он двинулся дальше, взяв с собой повстречавшихся трёх братьев-богатырей с именами: Вернигора, Вертодуб и Крутиус. С их помощью и своей булавой мальчик одолел Змея, отрубив ему все пять голов. С освобождёнными тремя братьями и сестрой вернулись они к старику со старухой, которые встретили их караваем с солью.

## Съёмочная группа
- Сценарий: Вадим Гужва
- Режиссёр: Борис Храневич
- Художник: Юрий Скирда
- Композитор: Виталий Кирейко
- Звукорежиссёр: Ирина Чефранова
- Оператор: С. Никифоров
- Редактор:	Светлана Куценко
- Мультипликаторы: Александр Викен, В. Баев, Александр Лавров, Н. Бондарь, Марк Драйцун, Ефрем Пружанский, Е. Юмашев, Адольф Педан, Константин Чикин, М. Брикер
- Директор картины: Иван Мазепа